# 324 Dywizja Piechoty (III Rzesza)
324 Dywizja Piechoty Hamburg – niemiecka dywizja z czasów II wojny światowej, sformowana w Hamburgu na mocy rozkazu z 4 marca 1945 roku, poza falą mobilizacyjną w X Okręgu Wojskowym.

## Struktura organizacyjna
- Struktura organizacyjna w marcu 1945 roku:

588. i 589. pułk grenadierów, 324. pułk artylerii, 324. batalion pionierów, 324. dywizyjny batalion fizylierów, 324. oddział łączności;

## Dowódca dywizji
- Generalleutnant Walter Steinmüller 4 III 1945 – IV 1945;